# Рафтль, Рудольф
Рудольф Рафтль (нем. Rudolf Raftl; 7 февраля 1911 — 5 сентября 1994) — австрийский футболист, играл на позиции вратаря.

## Клубная карьера
В футболе дебютировал в 1928 выступлениями за венскую «Герту», в которой провел один сезон.
Своей игрой за эту команду привлек внимание представителей тренерского штаба клуба «Рапид» (Вена), в состав которого присоединился в 1930 году. Сыграл за венскую команду следующие пятнадцать сезонов своей игровой карьеры. За это время четыре раза завоевывал титул чемпиона Австрии, а после оккупации Австрии Германией становился чемпионом Германии и обладателем Кубка Германии.
Завершил профессиональную игровую карьеру в клубе «Фёрст» (Вена), за которую выступал на протяжении 1946-1948 годов.

## Выступления за сборные
В 1933 дебютировал в официальных матчах за сборную Австрии. В течение карьеры в национальной команде, которая длилась 5 лет, провел в ее форме 6 матчей, пропустив 7 голов. После аншлюса стал играть за сборную оккупантов. Провел в ее составе 6 матчей, пропустил 14 мячей.
В составе национальной сборной Австрии присутствовал в заявке сборной на чемпионате мира 1934 года в Италии, но на поле не вышел.
В составе национальной сборной Германии был участником чемпионата мира 1938 года во Франции, где сыграл в первом матче против Швейцарии (1-1) и в переигровке (2-4).

## Титулы и достижения
- Чемпион Австрии (4):

Рапид (Вена): 1933/1934, 1937/1938, 1939/1940, 1940/1941
- Чемпион Германии (1):

Рапид (Вена): 1940/1941
- Обладатель Кубка Германии (1):

Рапид (Вена): 1937/1938
- Обладатель Кубка Митропы (1):

Рапид (Вена): 1930